# Llista de peixos del riu Sena
Aquesta llista de peixos del riu Sena inclou les 12 espècies de peixos que es poden trobar al riu Sena, a França, ordenades per l'ordre alfabètic de llur nom científic.

## A
- Alosa fallax

## B
- Blicca bjoerkna

## C
- Gatet (Cobitis taenia)
- Cottus perifretum

## H

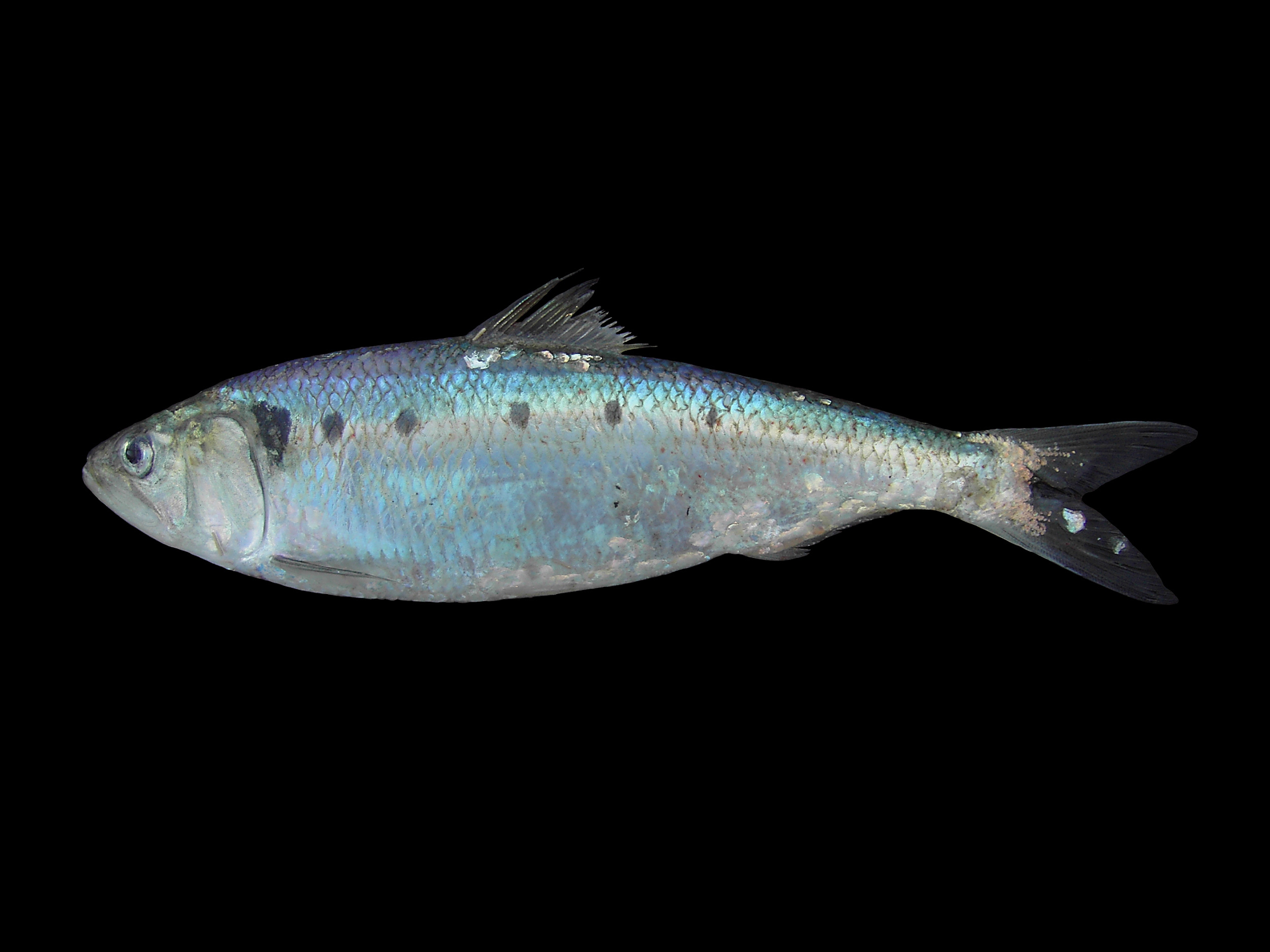
Alosa fallax

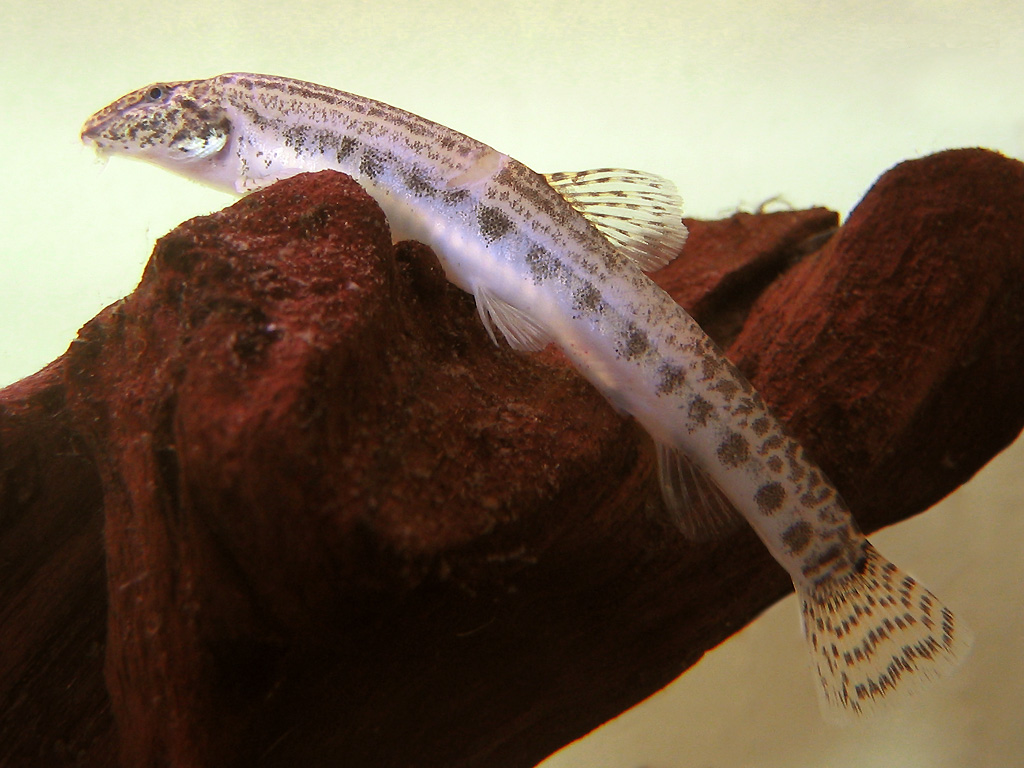
Gatet (Cobitis taenia)

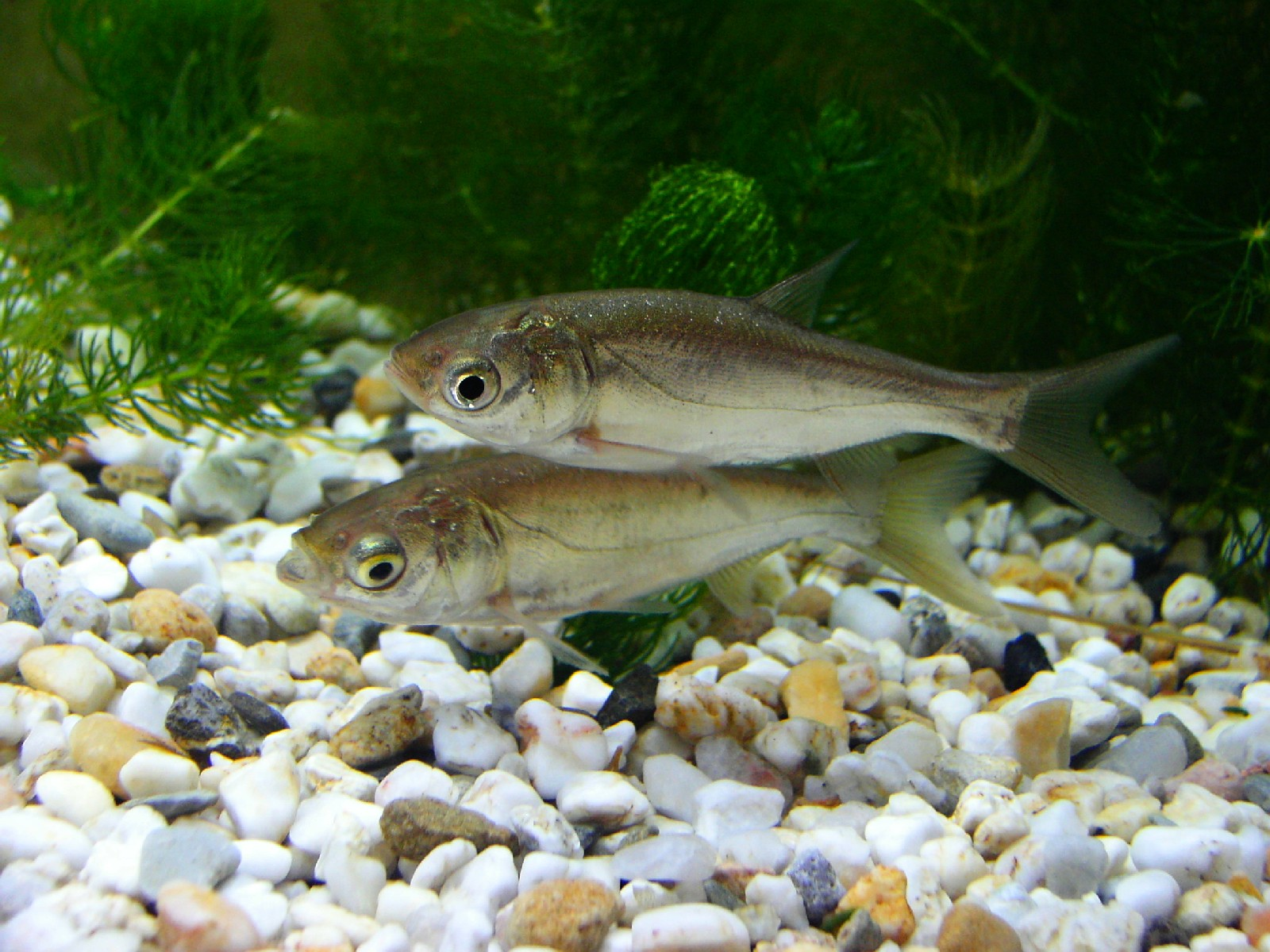
Hypophthalmichthys molitrix

- Hypophthalmichthys molitrix

## L

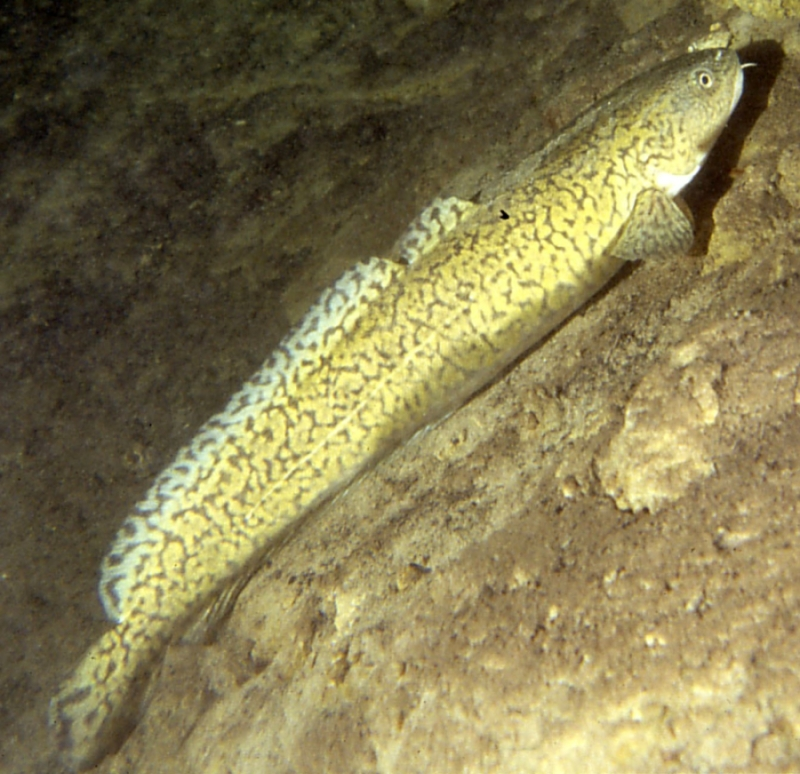
Lota (Lota lota)

- Lampetra fluviatilis
- Leucaspius delineatus
- Lota (Lota lota)

## P

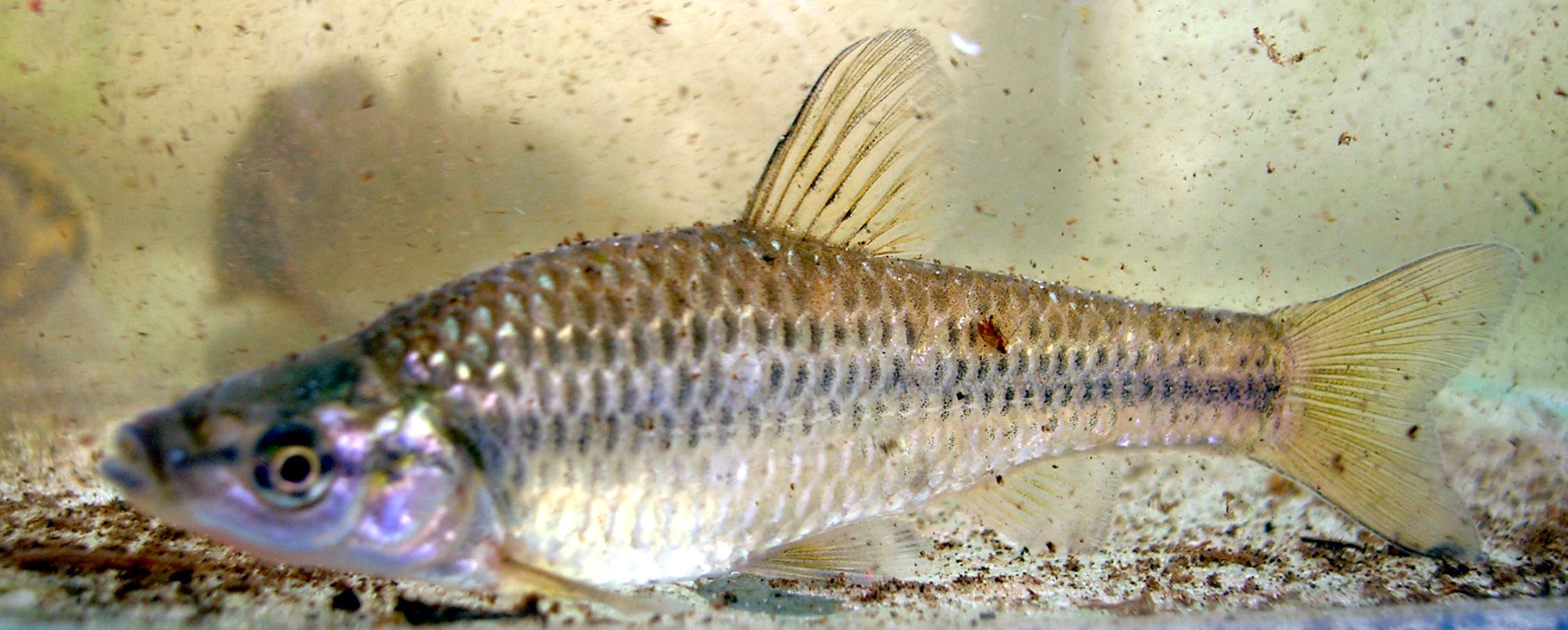
Pseudorasbora parva

- Pseudorasbora parva

## R

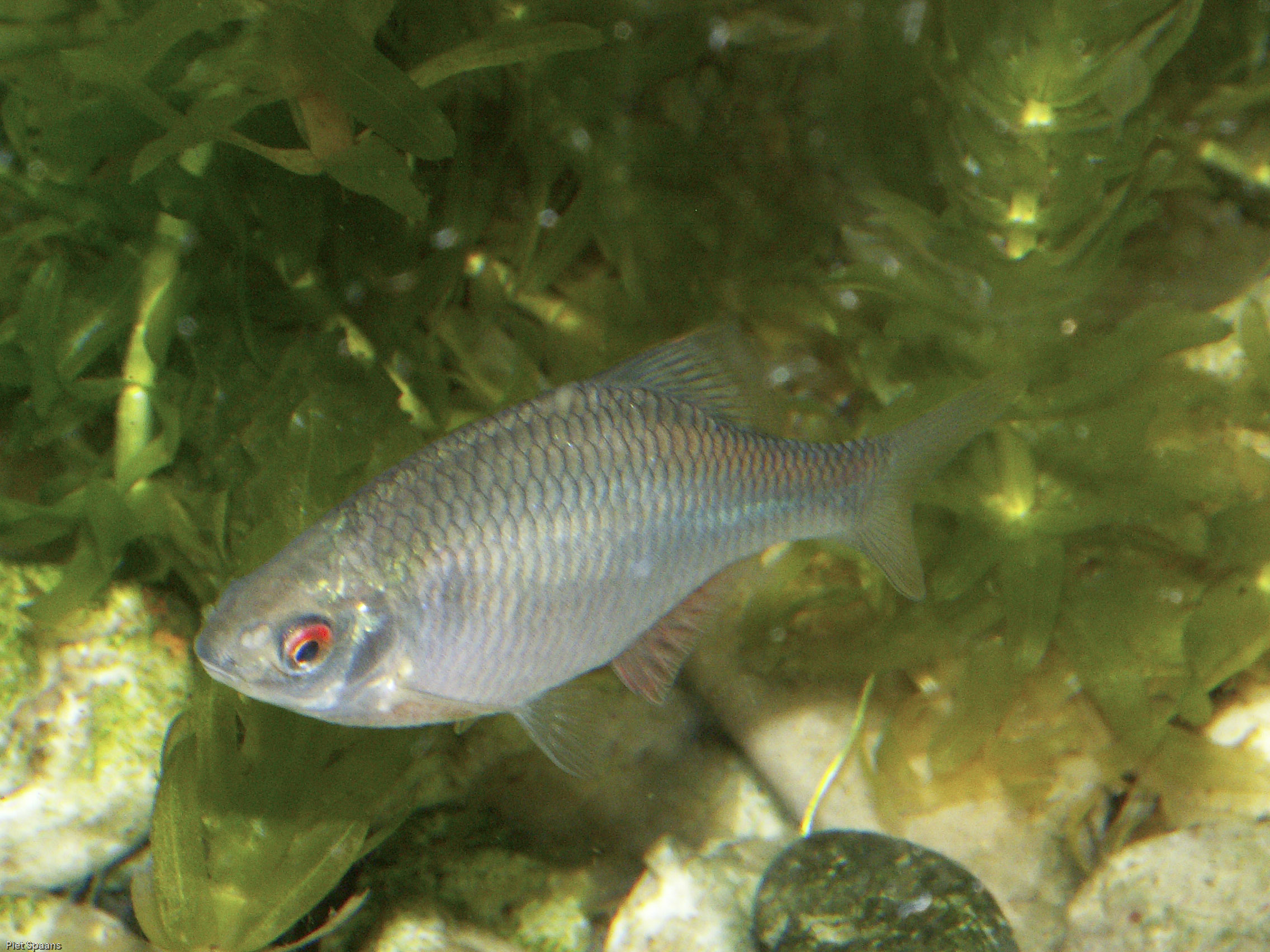
Ródeus (Rhodeus amarus)

- Ródeus (Rhodeus amarus)

## S

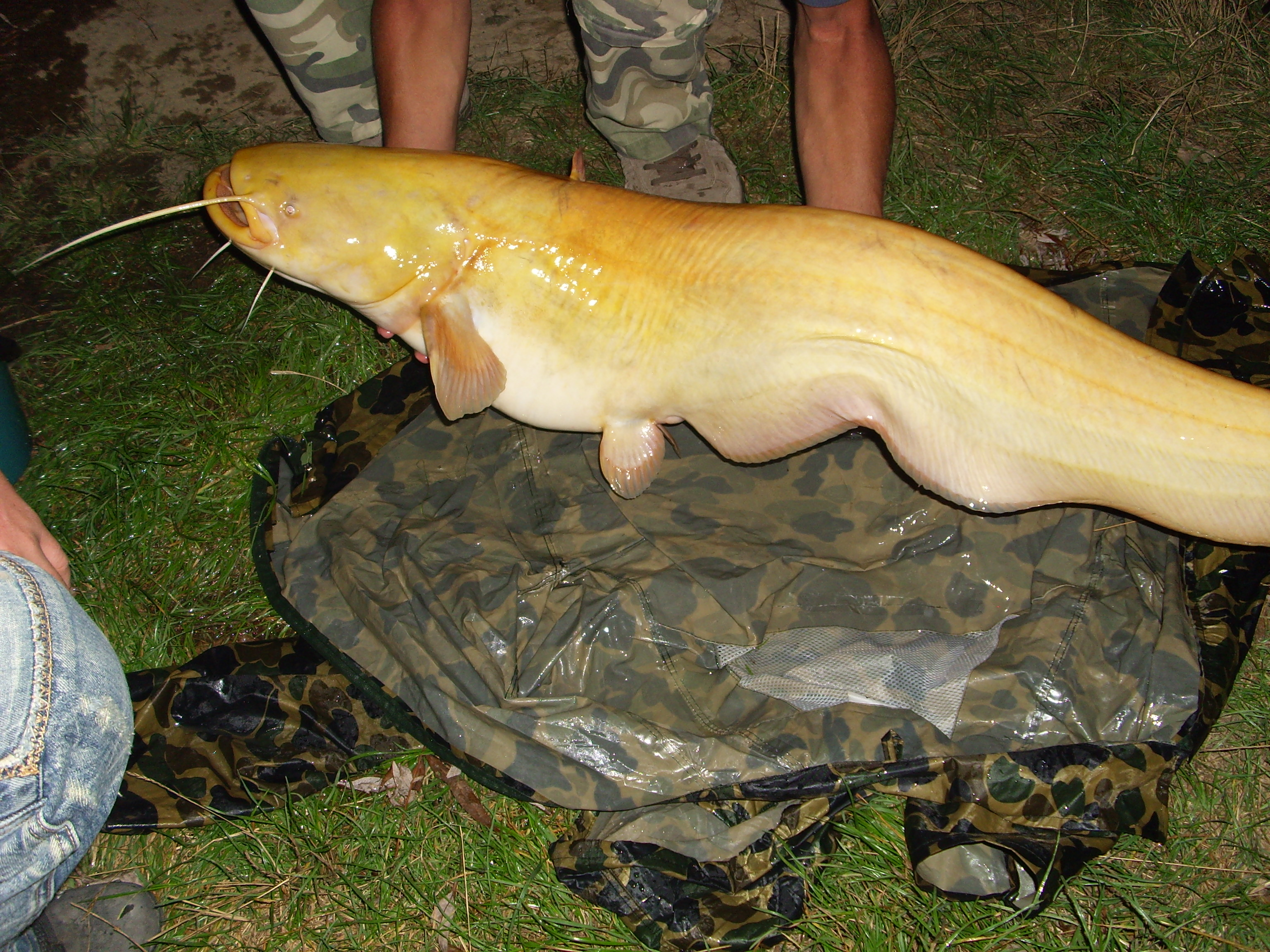
Silurus glanis

- Silurus glanis

## T

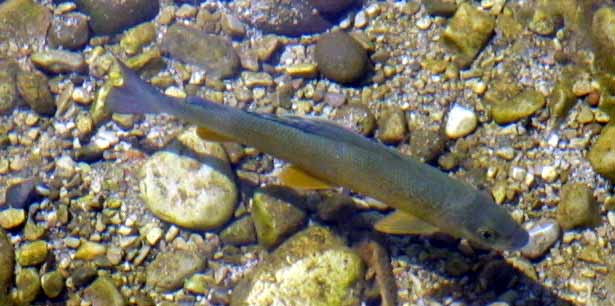
Thymallus thymallus

- Thymallus thymallus[1]